# Trans-Canada Highway

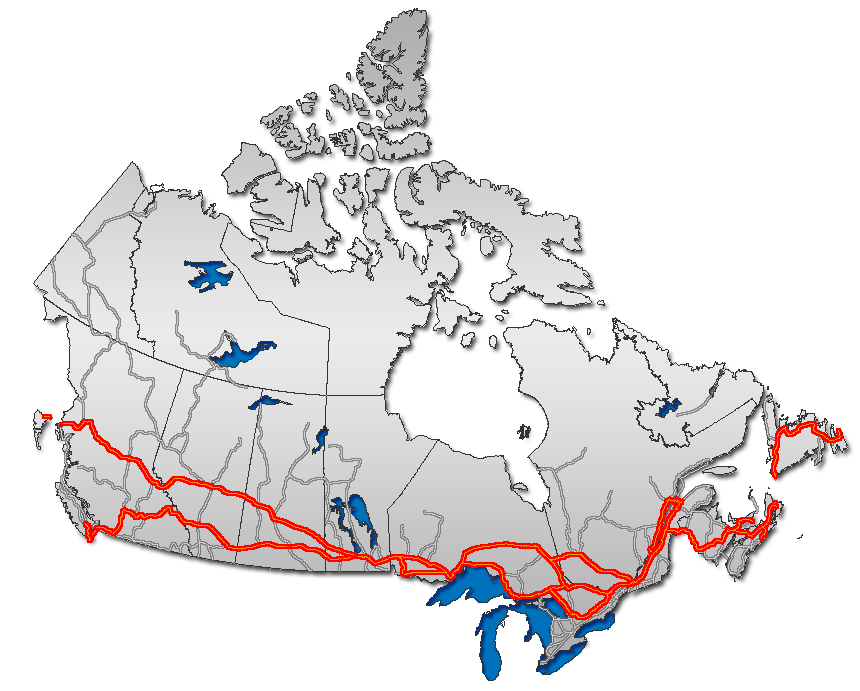
Routemap van de Trans-Canada Highway

De Trans-Canada Highway of Trans-Canadese Snelweg (TCH) is een systeem van snelwegen die alle tien de provincies van Canada beslaan. Het federale en provinciale systeem van wegen dat thans de TCH vormt, werd door middel van de Trans-Canada Highway Act of 1948 geautoriseerd en in 1962 opengesteld. In 1971 werd de TCH voltooid. De totale lengte van de TCH bedraagt 7821 km.
De Trans-Canada Highway is het belangrijkste onderdeel van het netwerk van nationale wegen in Canada. De route wordt aangegeven door een groen schild met een wit esdoornblad. De nummering van de wegen die deel uitmaken van de TCH is het domein van de provincies. Slechts een aantal provincies hebben hun nummering gelijkgetrokken en de TCH heeft daar de aanduiding Highway 1 of Route 1.
Hoewel de verschillende delen van de TCH op papier allen gelijk zijn, is er de facto sprake van één hoofdroute met acht parallelle routes. 

## Route

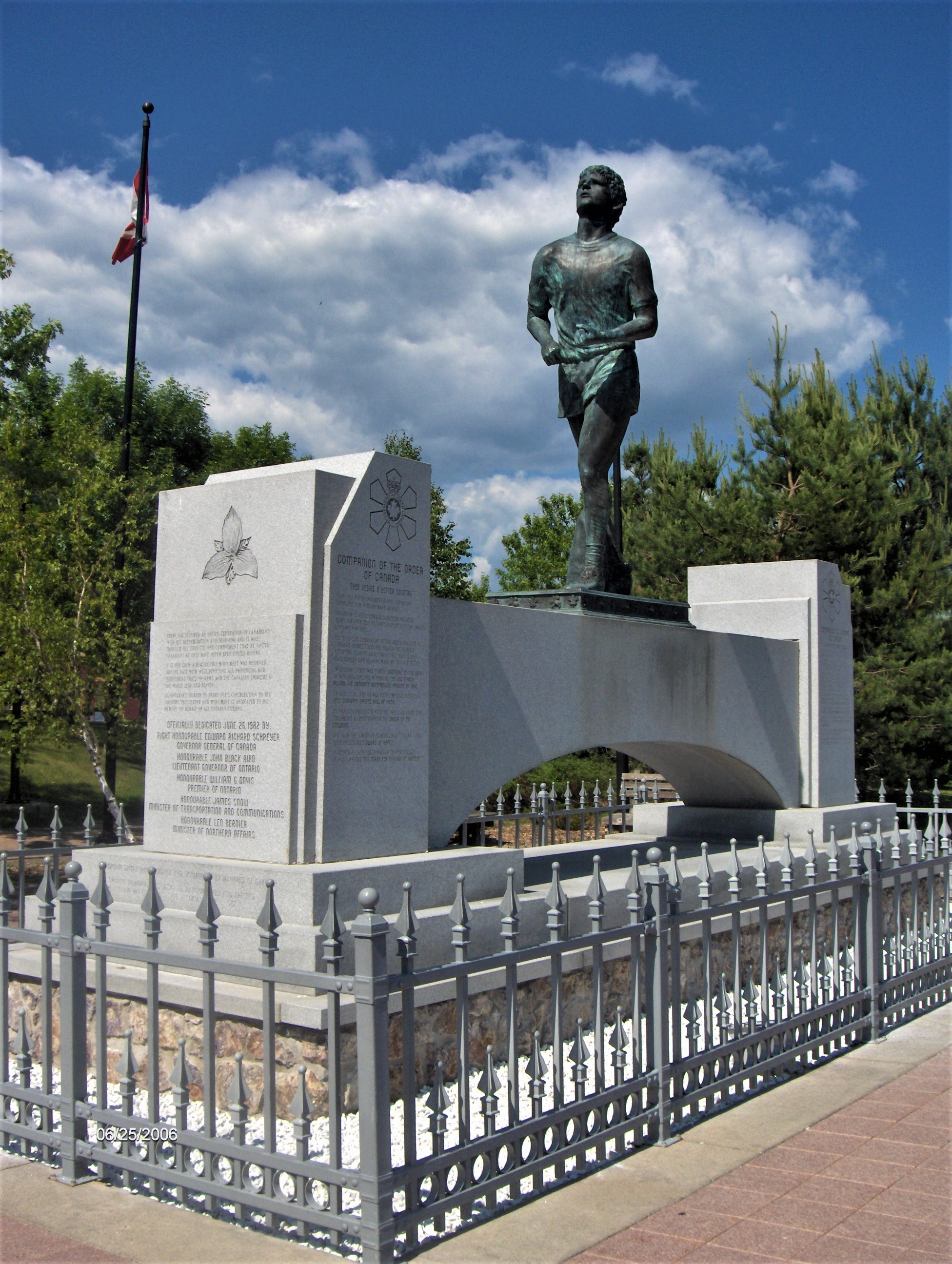
Highway 11/17- Thunder Bay- Terry Fox

De hoofdroute van de Trans-Canada Highway start in Victoria in Brits-Columbia en loopt via Calgary en Regina naar Winnipeg. Een alternatieve, meer noordelijk gelegen, route genaamd de Yellowhead Highway (Highway 16) loopt van Masset via Edmonton en Saskatoon naar Winnipeg.
Vanuit Winnipeg loopt de route naar Kenora in Ontario waarna er verschillende takken door Ontario naar Ottawa lopen. Verder oostwaarts loopt de route door de provincie Québec via onder andere Montréal en Québec naar Moncton, New Brunswick. Daarna gaat de Trans-Canada Highway verder oostwaarts door Nova Scotia, alwaar een vertakking (via de Confederation Bridge) naar Prince Edward Island leidt. Een ander deel loopt tot aan de zee in de havenstad North Sydney, waar een veerdienst vertrekt naar Channel-Port aux Basques op het eiland Newfoundland. Van daaruit loopt de route als de NL-1 nog ruim 900 km verder tot in de provinciehoofdstad St. John's, in het uiterste zuidoosten van het eiland.
De Trans-Canada Highway doorkruist enkele van Canada's nationale parken, waaronder Banff en Yoho in de Rocky Mountains en Terra Nova op Newfoundland.

## Galerij

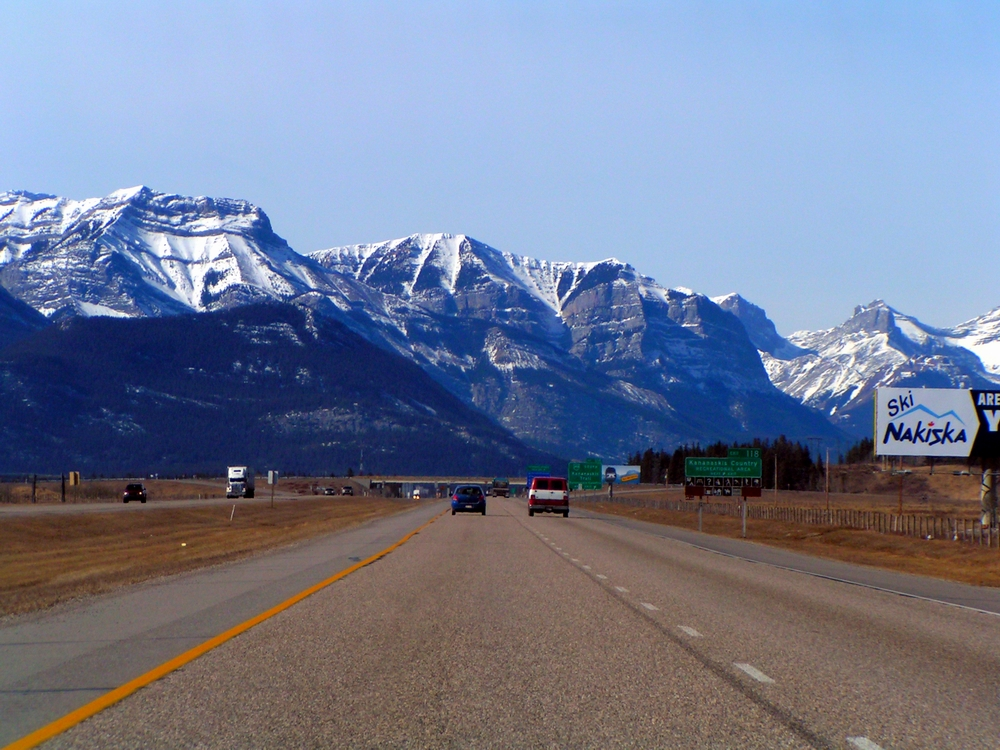
De Trans-Canada Highway in Alberta richting de Rocky Mountains
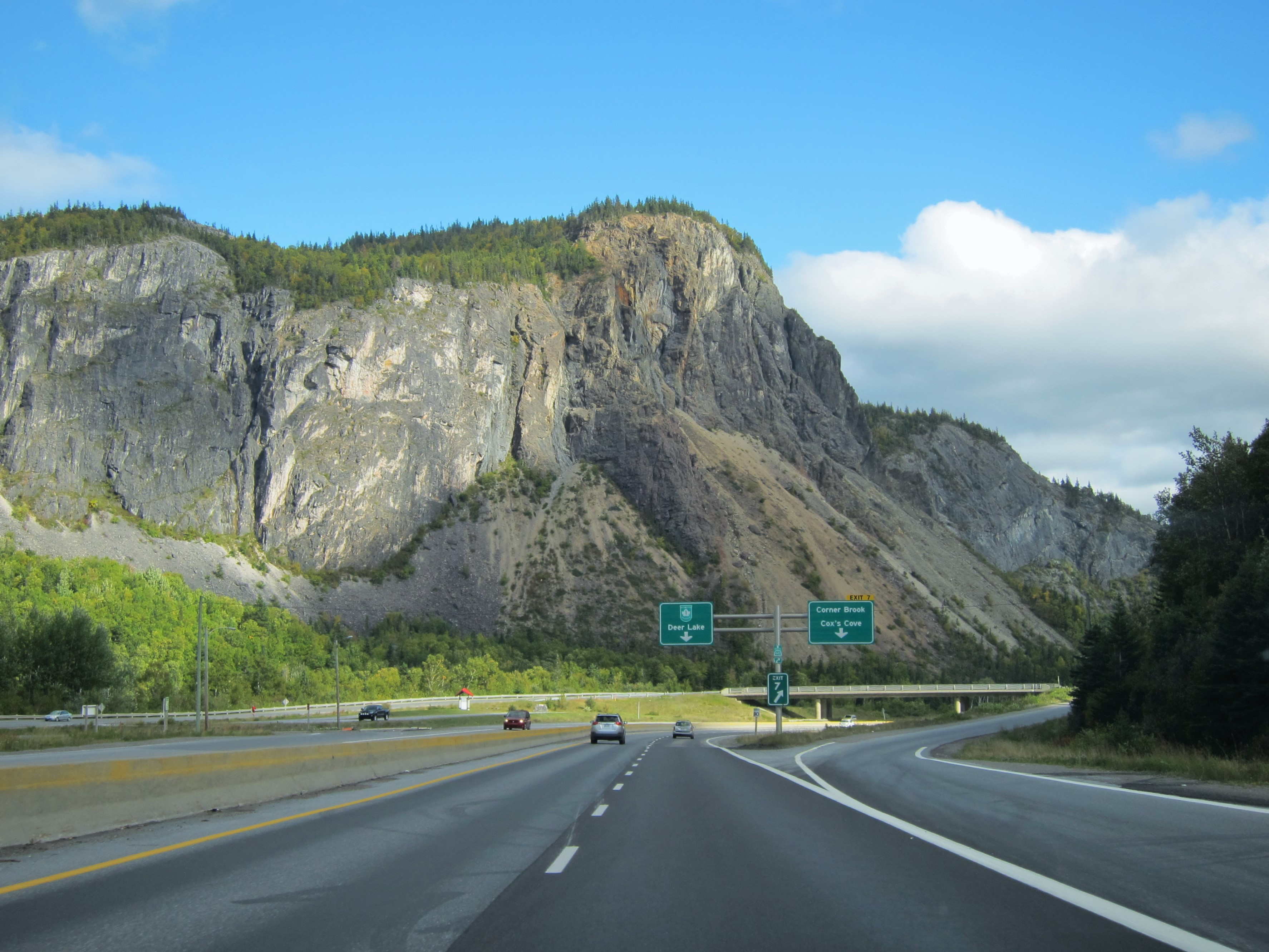
Afrit van de TCH aan de rand van de Newfoundlandse stad Corner Brook